# Moncure, North Carolina
Moncure, North Carolina (енгл. Moncure) насељено је место без административног статуса у америчкој савезној држави Северна Каролина.

## Демографија
По попису из 2010. године број становника је 711.
| Група             | 2000.    | 2010.       |
| Белци             | 0 (0,0%) | 369 (51,9%) |
| Афроамериканци    | 0 (0,0%) | 260 (36,6%) |
| Азијати           | 0 (0,0%) | 2 (0,3%)    |
| Хиспаноамериканци | 0 (0,0%) | 68 (9,6%)   |
| Укупно            | 0        | 711         |